# Alex Weldon
Alex C. Weldon (* ca. 1914 in Budapest; † 10. Januar 2004 in Jamestown, New York) war ein US-amerikanischer Filmtechniker und Fachmann für Spezialeffekte, der zweimal für den Oscar für die besten visuellen Effekte nominiert war.

## Biografie
Weldon begann Mitte der 1940er Jahre als Mitarbeiter für spezielle Kameraeffekte bei Dangerous Passage (1944) und wirkte während seiner Laufbahn bis 1980 an der Erstellung von über 30 Filmen mit, etwa mit Eugène Lourié für Ein Riß in der Welt.
Bei der Oscarverleihung 1970 war er mit Eugène Lourié erstmals für den Oscar für die besten visuellen Effekte nominiert und zwar für Krakatoa – Das größte Abenteuer des letzten Jahrhunderts (1969). Eine weitere Nominierung in dieser Kategorie erhielt er 1971 für Patton – Rebell in Uniform (1970).
Weitere bekannte Filme mit von ihm gestalteten speziellen visuellen Effekten waren Flucht in Ketten (1958), Papillon (1973), Der Wind und der Löwe (1975) sowie Star Trek: Der Film (1979). Im Film Der Wind und der Löwe hatte er auch einen Auftritt in der Rolle des US-Kriegsministers Elihu Root. Er arbeitete während seiner Laufbahn mit so bekannten Filmregisseuren wie Stanley Kramer, Bernard L. Kowalski, Franklin J. Schaffner, John Milius und Robert Wise zusammen.